# Hesston (Kansas)
Hesston è un comune degli Stati Uniti d'America, situato nello Stato del Kansas, nella contea di Harvey.